# Coy Craft
Coy Craft est un joueur américain de soccer né le 23 mai 1997 à Abingdon en Virginie. Il joue au poste d'attaquant.

## Biographie

### En équipe nationale
Avec les moins de 20 ans, il participe au championnat de la CONCACAF des moins de 20 ans en 2017. Lors de cette compétition, il joue six matchs. Les Américains remportent le tournoi en battant le Honduras en finale.

## Palmarès
- Vainqueur du championnat de la CONCACAF des moins de 20 ans en 2017 avec l'équipe des États-Unis des moins de 20 ans.